# Wude
Wude (武德, morale marziale o militare) è un termine molto utilizzato nelle arti marziali cinesi che indica l'insieme di regole etiche a cui dovrebbe sottostare il praticante di Wushu. Infatti in Cina sin dalla dinastia Zhou i valori militari (Wu, 武) sono stati subordinati ai valori civili (Wen, 文). 
Lo Zuo Zhuan (左传, tradizione di Zuo), scritto nel periodo delle primavere e degli autunni, nel “capitolo” Xuan Gong Shier Nian (宣公十二年) elenca 7 virtù che ha la marzialità (Wu you qi de武有七德): 1)Jin bao (禁暴, trattenersi dalla violenza); 2)Jibing (戢兵, cessare le ostilità); 3)Bao da (保大, proteggere la grandezza); 4)Ding gong (定功, successo stabile o tranquillo); 5)Anmin (安民, tranquillizzare o salvare il popolo); 6)He zhong (和众, numerose amicizie); 7)Feng cai (丰财, ricchezza abbondante).

## Influenza Confuciana
Fino ai giorni nostri, lo studio dell'arte del combattimento è stato soggetto all'osservanza delle 5 virtù fondamentali (Wuchang, 五常) preconizzate dal Confucianesimo: Ren (仁, benevolenza, umanità, bontà), Yi (义, giustizia, rettitudine, equità), Li (礼, ordine, regole di condotta, ideale), Zhi (智, saggezza, intelligenza, ingegno), Xin (信, verità, tener fede alla parola data, sincerità, coerenza).
Queste virtù regolano sia i rapporti all'interno della scuola di pugilato che il comportamento del praticante in seno alla società e costituiscono una caratteristica per poter proseguire il proprio cammino nelle arti marziali tradizionali. Al proposito esistono alcuni detti.

## Proverbi
“Chi vuole studiare l'arte deve innanzitutto rispettare l'etichetta (la ritualità, i riti), colui che vuole apprendere le tecniche marziali deve prima di tutto acquisire la virtù” (Weicheng xueyi xian xue li, weicheng xi wu xian xi de 未曾学艺先学礼，未曾习拳先习德); “Se il cuore è retto il pugilato sarà corretto, se il cuore è deviato, il pugilato sarà parziale” (Xin zhengze quan zheng, xin wai ze quan pian 心正则拳正，心歪则拳偏); “Il Gongfu è limitato, il benevolo non ha nemici” (Gongfu youxian, renzhewudi 功夫有限，仁者无敌); “Per allenare la marzialità prima si deve allenare la morale, per insegnare all'uomo prima si deve insegnare al cuore” (Lian wu xian lian de, jiao ren xian jiao xin 练武先练德，教人先教心).
Quindi un praticante potrebbe essere pieno di talento e lavorare impegnandosi duramente (gongfu 功夫) ma se non dimostra di essere moralmente degno, non riceverà un'istruzione completa dal suo Maestro. Generalmente un Maestro esamina per anni la morale di un possibile allievo prima di insegnargli ogni conoscenza in suo possesso.

## Il Wude nei vari stili
Varie scuole di Wushu nella storia Cinese hanno elaborato il loro dettagliato codice di etica marziale.
- La scuola Shaolin (Shaolinpai), per esempio, ha stabilito i 10 comandamenti (少林十戒约 Shaolin shijie yue) per i suoi seguaci.[1]

Shi Yanlong, un Venerabile Maestro dei giorni nostri, in un suo articolo dal titolo "Shaolin Wude" prende in considerazione due aspetti della morale marziale dello Shaolinquan: i doveri della mente (填情德, Tianqingde) e i doveri delle azioni (填情勋, Tianqinxun); riguardo ai primi egli elenca Rispetto (竦,Song), Umiltà (谦卑, Qianbei), Rettitudine (义, Yi), Fiducia (孚, Fu), Lealtà (忠, Zhong), e riguardo ai secondi Volontà (要, Yao), Pazienza (耐力, Naili), Perseveranza (恒性, Hengxing), Pazienza (耐心, Naixin), Coraggio (勇, Yong).
Vedi anche: Regole del Tempio di Shaolin.
- La scuola Wudang (Wudangpai) ha tramandato “5 note” (五不传, Wu bu chuan, 5 non tramandare) nel reclutamento di nuovi discepoli e nell'insegnamento delle arti marziali: le arti marziali non devono essere insegnate a persone con cattive qualità, a persone con mente diabolica, a persone bellicose, agli ubriaconi, a coloro che mettono in mostra le loro arti marziali.
- Il maestro di Meihuaquan, Yang Bing, nel suo libro Xiwuxu, prescrive 5 proibizioni (Wujie, 五戒) e 5 obblighi (Wuyao, 五要). I Wujie di Yang Bing, pur avendo un nome Buddista, sono molto simili alle "5 note" Wudang.[3]
- Nel Bājíquán il Wude è ispirato dall'Islamismo e dal Confucianesimo.

## Alcuni punti dell'etica marziale
- Rispetto della vita umana: il praticante di arti marziali cinesi deve rispettare la vita umana, perché il Wushu trae origine proprio dall'esigenza di proteggere la vita umana.
- Enfasi sui principi morali: i principi morali forniscono le basi per il mantenimento di relazioni stabili tra gli uomini, e quindi tra l'uomo ed il contesto sociale. Chi vuole apprendere il Wushu deve rispettare questi principi.
- Enfasi sulla condotta morale e sul galateo: mentre si apprendono le abilità marziali, si devono anche coltivare le qualità morali; il senso di giustizia, la diligenza, la persistenza, l'onestà e l'impegno a lavorare duramente.
- Rispetto per l'insegnante e cura reciproca: bisogna impegnarsi duramente in tutto ciò che il Maestro insegna; sia il maestro che l'allievo devono prendersi cura reciprocamente e fare tesoro della relazione che si instaura tra di loro.
- Modestia e ardore: colui che studia le arti marziali dovrà cercare di migliorare la propria abilità e rifiutare di diventare arrogante e fare mostra della propria bravura per sminuire gli altri. Si deve imparare gli uni dagli altri per migliorare ed essere uniti e collaborare insieme.
- Libertà dai rancori personali e dall'invidia: nell'apprendimento del wushu, si punta all'auto-difesa e a migliorare le proprie condizioni fisiche. Non si dovrebbe mai contendere con qualcuno seguendo i propri rancori o per intimidire il più debole. Non si devono utilizzare le capacità marziali per essere prepotenti o per reagire alle provocazioni.
- Persistenza e perseveranza: la pratica delle arti marziali è un duro compito che richiede tempo e sforzi notevoli. Costanza e persistenza sono necessarie. Bisogna studiare e provare a comprendere pienamente i significati intrinseci e essenziali di ogni sequenza. La vera essenza e del Wushu può essere appresa solo attraverso la resistenza e l'agire i movimenti corporei.